# Marina Scholz
Marina Scholz (* 18. Februar 2006 in Schrobenhausen) ist eine deutsche Fußballspielerin.

## Karriere

### Vereine
Scholz begann bei der Juniorenfördergemeinschaft Paartal in der U12-Kreisklasse Pfaffenhofen mit dem Fußballspielen. Im weiteren Verlauf spielte sie für die DJK Ingolstadt – gemeinsam mit Jungen. Vom 1. FC Nürnberg verpflichtet, gehörte sie zunächst der B-Jugendmannschaft an, bevor sie in der Rückrunde der Saison 2021/22 für die erste Mannschaft in zehn Punktspielen in der 2. Bundesliga eingesetzt wurde. Sie debütierte im Seniorinnenbereich am 27. Februar 2022 (14. Spieltag) beim 4:0-Sieg im Heimspiel gegen den FC Bayern München II. Ihr erstes von fünf Saisontoren erzielte sie in ihrem zweiten Punktspiel am 13. März 2022 (16. Spieltag) bei der 2:6-Niederlage im Heimspiel gegen den SV Meppen mit dem Treffer zum 1:2 in der 25. Minute.
In der Folgesaison kam sie in drei Punktspielen für den Ligakonkurrenten  Eintracht Frankfurt II zum Einsatz, bevor sie nach Nürnberg zurückkehrte und vom 5. Februar bis zum 29. Mai 2023 mit zehn Punktspielen in der Rückrunde und drei Toren zum zweiten Platz, verbunden mit dem Aufstieg in die Bundesliga, dem zweiten für den Verein seit 1999, beitrug. Bei der 1:5-Niederlage zum Saisonauftakt im Heimspiel gegen Werder Bremen wurde sie in der 46. Minute für Nele Bauereisen eingewechselt.

### Auswahl-/Nationalmannschaft
Als Spielerin der U14-Auswahlmannschaft des Bayerischen Fußball-Verbandes nahm sie vom 30. Mai bis 2. Juni 2019, wie auch als Spielerin der U16-Auswahlmannschaft vom 9. bis 11. April 2022 am Turnier um den DFB-Länderpokal an der Sportschule Wedau in Duisburg teil.
Für die U15-Nationalmannschaft kam sie in zwei Länderspielen zum Einsatz. Als Nationalspielerin debütierte sie am 23. Oktober 2019 in Büsingen am Hochrhein beim 5:0-Sieg im Freundschaftsspiel gegen die Schweizer U16-Nationalmannschaft, gegen die sie auch zwei Tage später an selber Stätte beim 3:2-Sieg eingesetzt wurde.
Für die U16-Nationalmannschaft bestritt sie vier Länderspiele, jeweils zwei im Jahr 2021 und 2022. Das Spiel gegen die Schweizer U16-Nationalmannschaft wurde mit 0:1 verloren und die drei Begegnungen mit der U16-Nationalmannschaft Dänemarks wurden gewonnen; im letzten Vergleich am 15. Juni 2022 in Büdelsdorf beim 2:0-Sieg erzielte sie mit dem Treffer zum 1:0 in der 64. Minute ihr erstes Länderspieltor.
Mit der U17-Nationalmannschaft nahm sie nach zuvor sechs EM-Qualifikationsspielen, in denen sie drei Tore erzielte, an der in Estland ausgetragenen Europameisterschaft teil. Sie bestritt alle drei Spiele der Gruppe A und schied danach mit ihrer Mannschaft aus dem Turnier aus. Mittlerweile gehört sie zum Kader der U19-Nationalmannschaft.

## Erfolge
- Zweiter der 2. Bundesliga und Aufstieg in die Bundesliga: 2023 und 2025